# Mike Budenholzer
Michael Vincent „Mike“ Budenholzer (* 6. August 1969 in Holbrook, Arizona) ist ein US-amerikanischer Basketballtrainer, der zuletzt bei den Phoenix Suns in der NBA unter Vertrag stand. In der Saison 2020/21 gewann er mit den Bucks die NBA-Meisterschaft.

## Karriere
Nachdem er das Pomona College mit dem Abschluss verlassen hatte, spielte Budenholzer ein Jahr lang professionellen Basketball in Dänemark. Parallel dazu betreute er die Basketball-Jugendmannschaft des Vejle BK. Im Anschluss daran beendete er seine Karriere und wurde zunächst von den San Antonio Spurs als Videokoordinator eingestellt. Ab 1996 wurde er von Spurstrainer Gregg Popovich in den Trainerstab als Assistenztrainer geholt und füllte anschließend 17 Jahre diese Tätigkeit aus. Er gewann mit den Spurs vier Meisterschaften.
Im Sommer 2013 wurde er von den Atlanta Hawks als neuer Cheftrainer abgeworben. In seiner Debütsaison qualifizierte er sich mit den Hawks für die Playoffs, wo man als Achtplatzierter gegen die Indiana Pacers ausschied. In der Saison 2014/15 erreichte er mit den Hawks die beste Bilanz in der Eastern Conference. Für diese Leistung wurde er mit dem NBA Coach of the Year Award ausgezeichnet. In den Playoffs schied man jedoch gegen die Cleveland Cavaliers im Conference-Finale aus.
Nach der ersten Saison eines länger angelegten Neuaufbaus der Hawks, die 2018 mit 24 Siegen und 58 Niederlagen auf dem letzten Platz der Eastern Conference endete, einigten sich der Club und Budenholzer auf eine vorzeitige Auflösung des bestehenden Vertragsverhältnisses im Sommer 2018. In seinen insgesamt fünf Jahren bei den Hawks konnte Budenholzer eine Bilanz von 230 Siegen und 219 Niederlagen verbuchen.
Im Mai 2018 wurde Budenholzer als neuer Headcoach der Milwaukee Bucks vorgestellt, die zuvor in der ersten Runde der Playoffs mit 3:4 an den Boston Celtics gescheitert waren. In der Saison 2018/19 erreichte er mit den Bucks die beste Bilanz in der Liga. Für diese Leistung wurde er zum zweiten Mal in seiner Karriere mit dem Coach of the Year Award ausgezeichnet.
Seinen bislang größten Erfolg feierte Budenholzer als Trainer der Bucks mit dem Gewinn der NBA-Meisterschaft in der Saison 2020/21 durch einen Finalsieg gegen die Phoenix Suns.
Nach dem frühen Playoff-Aus in der Saison 2022/23 entließen die Bucks Budenholzer im Mai 2023.
Im Mai 2024 wurde Budenholzer Head Coach der Phoenix Suns.